# Mens rea
Mens rea, du latin mens (esprit, pensée, disposition d’esprit) et reus-rea (accusé(e), mis(e) en cause), est une locution juridique signifiant la culpabilité morale ou l'esprit criminel. La culpabilité morale d'un individu est un élément essentiel d'un crime dans les juridictions de common law. Le test de la responsabilité criminelle d'un individu est exprimé par la phrase latine : « Actus non facit reum nisi mens sit rea », ce qui signifie que l'acte de culpabilité ne rend pas un individu criminel à moins que l'esprit de cet individu soit aussi coupable. 

## Historique
La locution est connue dans l'Antiquité, à la fois latine et grecque. Il n'est pas impossible que le concept soit élaboré dans des temps plus anciens.

## Application
Dans les juridictions qui privilégient la sécurité juridique, l'acte matériel de culpabilité (actus reus) doit être complété par la preuve de l'intention criminelle (mens rea) pour que le comportement de l'accusé puisse être juridiquement qualifié d'infraction criminelle.
Une fois cette qualification opérée, la juridiction saisie de l'affaire pourra se prononcer sur la culpabilité de l'accusé.

### Canada
Le droit pénal canadien distingue entre la mens rea subjective et la mens rea objective. La mens rea subjective existe dans des infractions criminelles où le texte de loi indique par des mot-clés qu'il y a l'intention, la connaissance, l'aveuglement volontaire ou l'insouciance. La mens rea objective existe essentiellement dans les infractions de négligence criminelle et de négligence pénale. Il y a une différence de degré dans la mens rea ; elle seule fait la différence entre les infractions négligence pénale et négligence criminelle, cette dernière étant plus lourdement punie. Par exemple, l'infraction de conduite dangereuse est visée par la mens rea objective.

### France
En droit pénal français l'approche est différente ; l'infraction est d'abord qualifiée, par exemple « mise en danger délibérée de la vie d'autrui » et ensuite la réalité de la mens rea est examinée.